# Transports dans l'Essonne
Les transports dans le département français de l'Essonne sont fortement marqués par la proximité de Paris dont l'aire urbaine englobe la totalité du département. De grandes infrastructures de transport ayant Paris pour origine ou fin traversent le département (autoroutes A6 et A10, lignes ferroviaires de Paris-Gare de Lyon à Marseille-Saint-Charles et de Paris-Austerlitz à Bordeaux-Saint-Jean, LGV Atlantique…), et accueillent pour la plupart un trafic à la fois régional et de longue distance. Le département bénéficie toutefois dans sa partie nord d'infrastructures transversales plus développées que d'autres départements de la grande couronne parisienne, avec la Francilienne et la ligne de la grande ceinture de Paris. Le département accueille également une partie de l'aéroport de Paris-Orly, deuxième de France. Comme dans le reste de la région, Île-de-France Mobilités organise dans l'Essonne des services de transport ferroviaire et routier.

## Transport routier

### Infrastructures routières

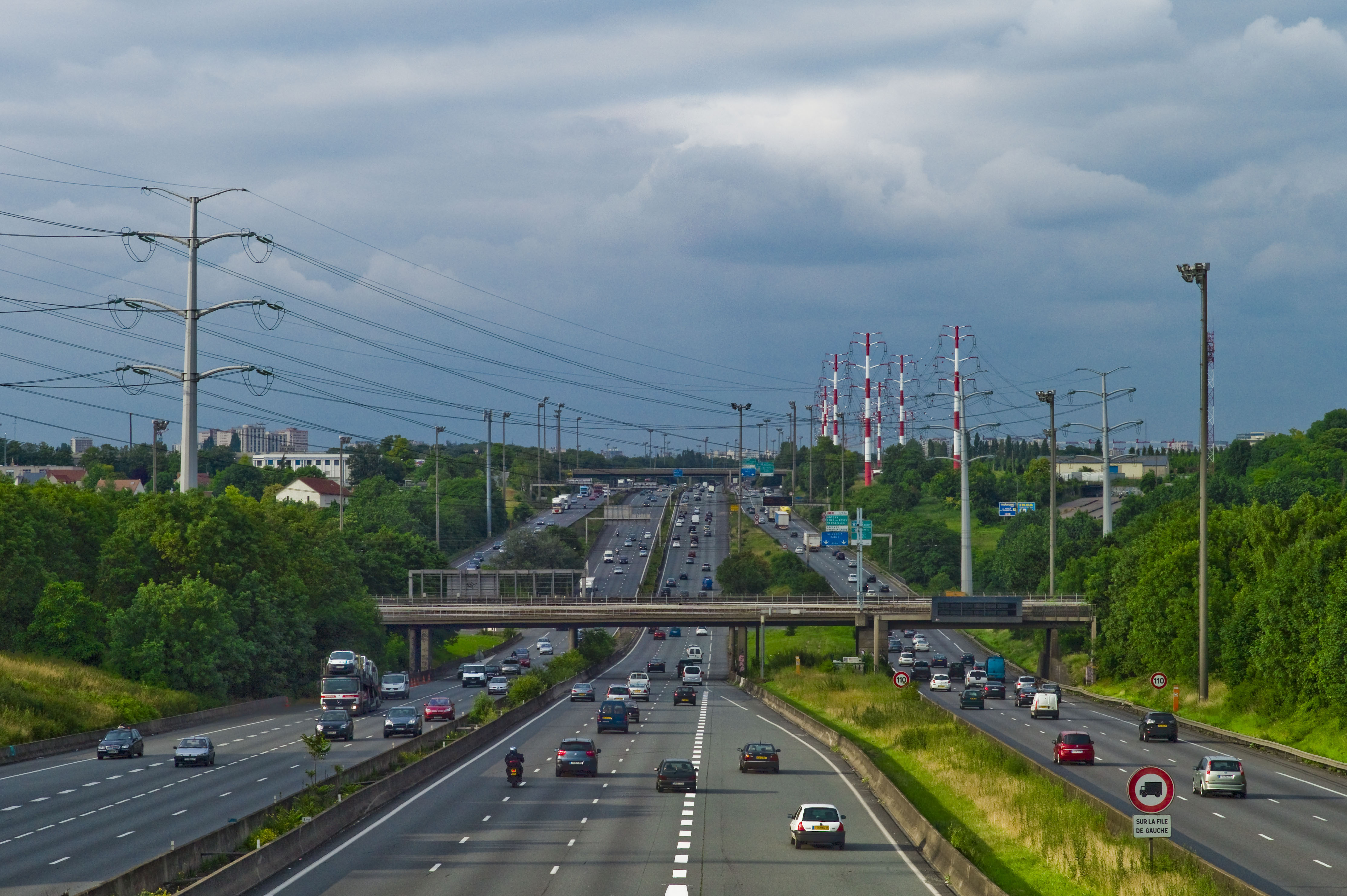
Les autoroutes A6a et A6b à leur extrémité sud, à la limite des départements du Val-de-Marne et de l'Essonne.

Le réseau routier de l'Essonne est en grande partie organisé autour des autoroutes jumelles A6a et A6b, qui, en traversant le Val-de-Marne sur un total de douze voies de circulation, constituent pour la plus grande partie de l'Essonne le principal accès à Paris. Lors de leur entrée dans le département, ces autoroutes donnent naissance à trois des quatre principaux axes radiaux du département :
- l'autoroute A6, qui dessert la vallée de l'Orge (Savigny, Épinay, Sainte-Geneviève-des-Bois…), les deux communes les plus peuplées du département (Évry-Courcouronnes et Corbeil-Essonnes), puis se dirige vers le sud de la Seine-et-Marne et le sud-est de la France ;
- l'autoroute A10, qui dessert l'agglomération de Massy-Palaiseau, Les Ulis et la vallée de l'Yvette, Dourdan, puis se sépare juste après la sortie du département en deux axes autoroutiers se dirigeant vers l'ouest et le sud-ouest de la France ;
- la route nationale 20, un peu moins importante que les deux premiers, relie à 2x2 voies Paris à Arpajon, Étampes et Angerville.

Le quatrième grand axe radial du département, le seul à n'être pas issu du tronc commun des autoroutes A6a et A6b, est la route nationale 118, qui relie l'ouest parisien à l'autoroute A10 par la vallée de la Bièvre et Orsay.
Deux axes transversaux traversent le nord du département :
- l'autoroute A86, qui forme une boucle autour de la première couronne parisienne, ne passe que brièvement dans le département mais irrigue par ses échangeurs les communes situées à l'extrême nord de l'Essonne ;
- la Francilienne ou route nationale 104, voie rapide qui passe notamment par Corbeil-Essonnes, Évry-Courcouronnes et Brétigny-sur-Orge, forme une seconde boucle autour de Paris, inachevée à l'ouest.

### Covoiturage et autopartage
Comme dans les autres départements de la région, Île-de-France Mobilités subventionne les trajets en covoiturage courte distance en offrant la gratuité aux détenteurs de forfaits Navigo annuel ou mensuel ou Imagine'R, auprès des opérateurs de covoiturage partenaires.

## Transport ferroviaire et transports en commun

### Historique

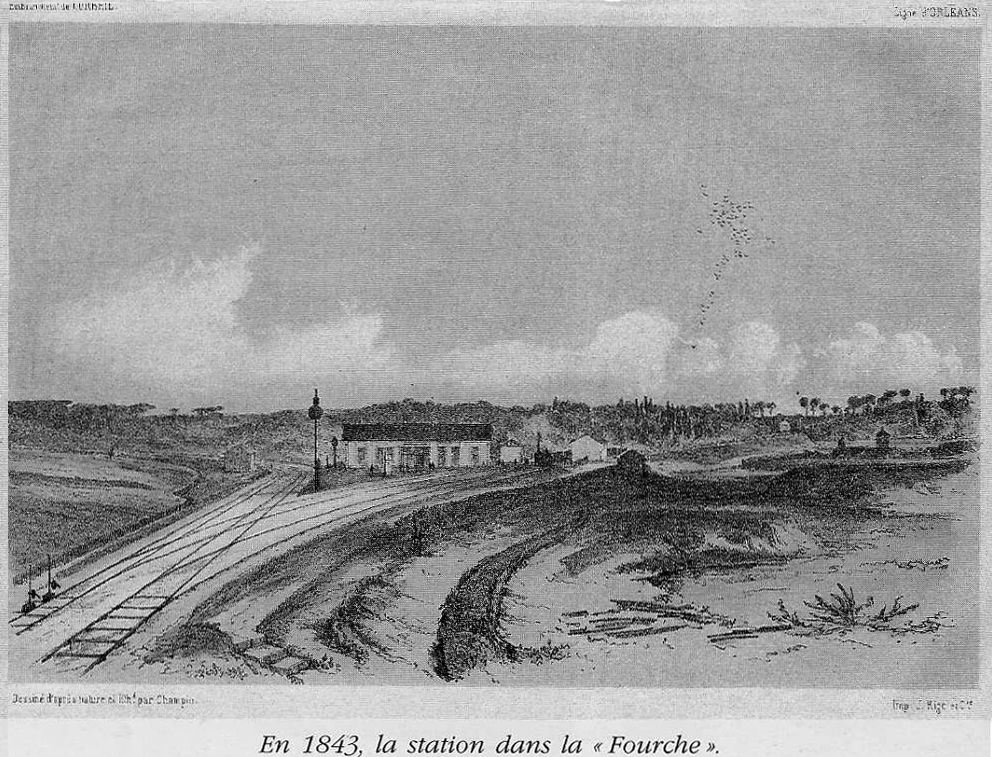
La station provisoire de Juvisy à l'ouverture de la ligne vers Orléans en 1843, par Jean-Jacques Champin.

Corbeil est reliée dès 1840 à Paris par l'une des premières lignes ferroviaires de la région parisienne. En 1843, la section de Juvisy à Corbeil devient une simple antenne de la nouvelle ligne de Paris à Orléans. En 1849, c'est au tour de la ligne de Paris à Tonnerre, section de la future ligne impériale Paris-Lyon-Marseille, d'être mise en service.
Le réseau d'intérêt général du département est principalement développé par la Compagnie du chemin de fer de Paris à Orléans (PO), et par la Compagnie des chemins de fer de Paris à Lyon et à la Méditerranée (PLM) dans l'est du département. À la fin du XIXe siècle, le réseau ferroviaire possède une extension à peu près identique à aujourd'hui : des ramifications des deux grandes lignes du PO et du PLM ont été construites vers Dourdan et Châteaudun et vers La Ferté-Alais et Malesherbes, la ligne de la grande ceinture de Paris et sa déviation dite stratégique ont été construites pour relier entre eux tous les grands réseaux autour de Paris, et la ligne de Sceaux, mise à écartement normal par le PO, dessert la banlieue sud de Paris.
Dans la première moitié du XXe siècle, le développement des trafics tant de banlieue que de grandes lignes pousse les compagnies à améliorer l'équipement de leurs lignes : la ligne de Paris à Orléans est mise à quatre voies jusqu'à Étampes et électrifiée par troisième rail jusqu'à Juvisy dès les années 1900, puis réélectrifiée par caténaire 1500 V jusqu'à Orléans dans les années 1920 ; la ligne de Paris à Marseille est mise à quatre voies dans le département avant la Première Guerre mondiale puis électrifiée en 1950 juste après l'électrification de la Grande ceinture.
Grâce au développement du trafic consécutif à la croissance de l'agglomération parisienne, l'Essonne connaîtra peu de fermetures de lignes d'intérêt général, à l'instar des autres départements franciliens. La totalité des lignes conservées seront intégrées dans le réseau express régional d'Île-de-France (RER) entre les années 1970 et 1990. Dans le même temps, la majorité des trains de grandes lignes quittent le réseau classique pour utiliser la LGV Sud-Est à partir de 1983 puis la LGV Atlantique à partir de 1989. C'est toutefois en gare de Brétigny qu'un train Intercités a déraillé le 12 juillet 2013, entraînant la mort de sept personnes.
L'actuelle Essonne a également été desservie par quelques lignes de chemin de fer d'intérêt local qui, contrairement à celles d'intérêt général, disparaîtront avant la Seconde Guerre mondiale ou peu après. Le Chemin de fer sur route de Paris à Arpajon est ouvert en 1893-1894 et connaîtra une exploitation originale, avec une part importante de trains de marchandises atteignant les halles de Paris par les voies du tramway parisien, et une électrification partielle. La Compagnie des Chemins de fer de grande banlieue (CGB) ouvre dans les années 1910 et 1920 plusieurs lignes à écartement standard reliant Étampes à Arpajon, Corbeil, Saint-Martin-d'Étampes et La Ferté-Alais.

Cartes du réseau ferroviaire dans les départements de l'Essonne, du Val-d'Oise et des Yvelines (ancienne Seine-et-Oise)
Le réseau ferroviaire en 1931.
Le réseau ferroviaire en 2022.
Carte animée de l’évolution du réseau ferroviaire.

### Situation actuelle
Île-de-France Mobilités est, comme dans le reste de la région Île-de-France, autorité organisatrice de la mobilité sur la totalité du territoire départemental.

#### Transport ferroviaire de longue distance
La gare de Massy TGV est la principale gare du département pour le transport de longue distance, desservie par des trains TGV inOui et Ouigo effectuant des missions tant radiales (depuis ou vers Paris-Montparnasse) qu'intersecteurs (de l'ouest ou du sud-ouest vers le nord, l'est ou le sud-est du pays, et réciproquement). Elle est accolée à la gare de Massy - Palaiseau, qui, avec la gare de Juvisy, est l'une des seules autres gares du département desservies par des trains de grandes lignes.
La gare de Massy TGV est située sur la LGV Atlantique : cette dernière, construite en partie sur les emprises de l'ancienne ligne d'Ouest-Ceinture à Chartres et en partie le long de l'autoroute A10, accueille un trafic important de trains de voyageurs qui pour la plupart, ne desservent aucune gare dans le département. De même, les lignes classiques  de Paris-Lyon à Marseille-Saint-Charles et  de Paris-Austerlitz à Bordeaux-Saint-Jean sont parcourues dans le département par de nombreux trains TER Bourgogne-Franche-Comté, TER Centre-Val de Loire et Intercités dont pratiquement aucun ne dessert le département.

#### RER et Transilien

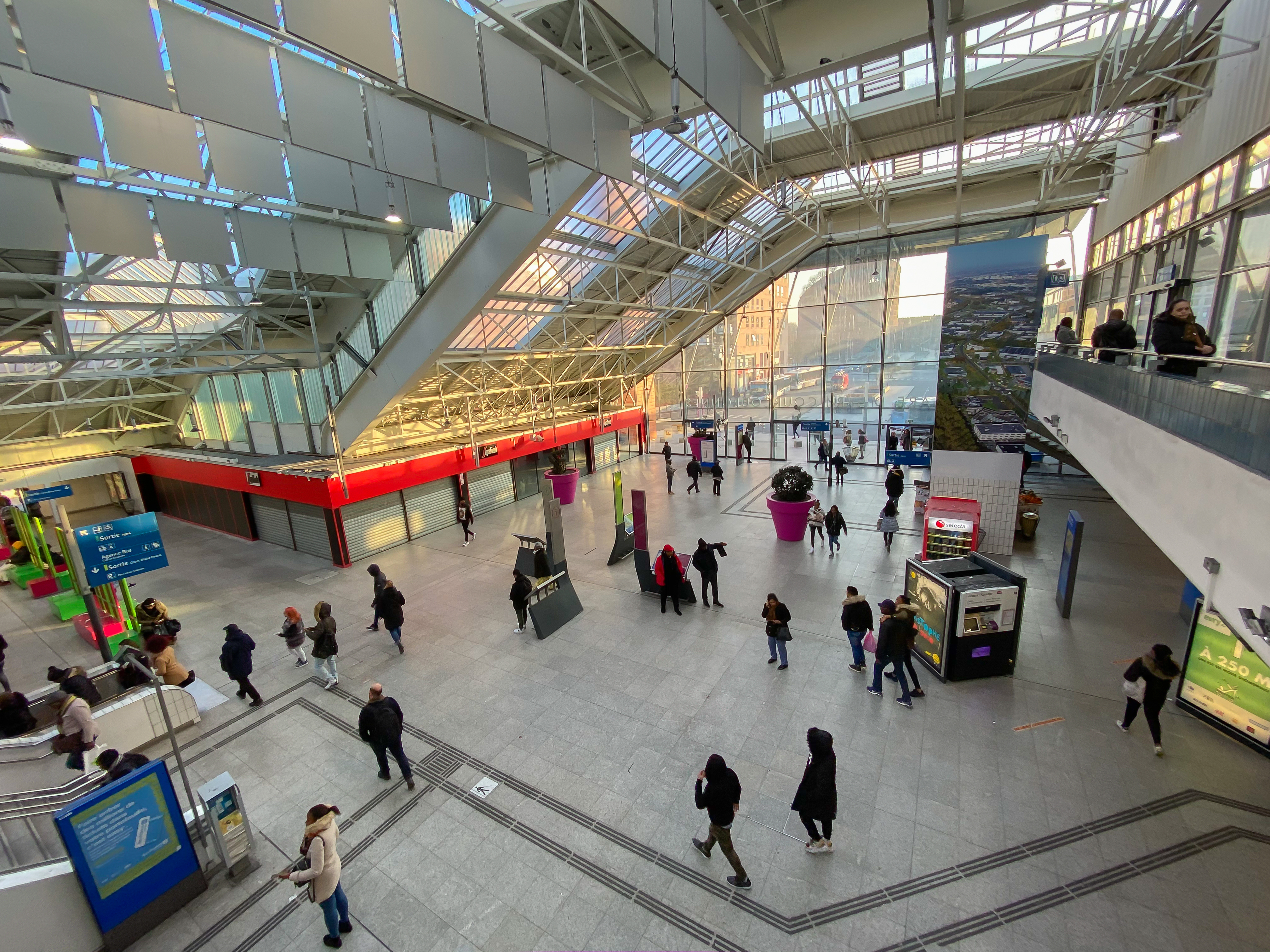
Le hall principal de la gare d'Évry - Courcouronnes.

La quasi-totalité des lignes de banlieue du département sont labellisées RER ; l'Essonne n'est desservie que par une seule ligne de « simple » Transilien, la ligne V. 
L'Essonne est parcourue par :
- la ligne B du RER (branche B4), dont le terminus est à Saint-Rémy-lès-Chevreuse, que la ligne atteint après avoir notamment desservi Massy - Palaiseau et Orsay-Ville, terminus intermédiaires ;
- la ligne C du RER, dont les terminus sont :
  - pour la branche C2, à Massy - Palaiseau, que la ligne atteint après avoir notamment desservi Pont de Rungis - Aéroport d'Orly, terminus intermédiaire desservant l'aéroport éponyme ;
  - pour la branche C4, à Dourdan - La Forêt, que la ligne atteint après avoir notamment desservi Juvisy, Brétigny et Dourdan (les deux dernières sont des terminus intermédiaires) ;
  - pour la branche C6, à Saint-Martin-d'Étampes, que la ligne atteint après avoir notamment desservi Juvisy, Brétigny (terminus intermédiaire) et Étampes ;
  - pour la branche C8, à Savigny-sur-Orge ;
- la ligne D du RER (branches D2 et D4), dont les trains directs depuis et vers Paris sont terminus respectivement à Melun par Combs-la-Ville - Quincy et à Corbeil-Essonnes par Juvisy et Évry-Courcouronnes (le plateau) ; bien qu'officiellement intégrés au RER D, les tronçons de ligne de Viry-Châtillon à Corbeil-Essonnes par Ris-Orangis (la vallée), de Corbeil-Essonnes à Malesherbes par La Ferté-Alais et de Corbeil-Essonnes à Melun par Le Coudray-Montceaux ne sont plus desservis directement depuis Paris mais nécessitent un changement à Juvisy ou Corbeil-Essonnes ;
- la ligne V, entre Massy-Palaiseau et Versailles-Chantiers, qui remplace une partie de la ligne C depuis décembre 2023[3].

La gare de Juvisy, nœud de correspondance entre les RER C et D et entre les différentes branches de ces deux lignes, est la gare SNCF la plus fréquentée de France hors Paris intra-muros, avec plus de 40 millions de voyageurs en 2019. La gare de Massy - Palaiseau est l'une des gares RATP les plus fréquentées hors Paris, et a une fréquentation totale (RATP + SNCF) de 13 600 000 voyageurs en 2019,. Hormis Juvisy et Massy - Palaiseau, les gares les plus fréquentées sont celles d'Évry-Courcouronnes, Corbeil-Essonnes, Savigny-sur-Orge, Grigny-Centre, Brétigny, Vigneux-sur-Seine et Brunoy, avec une fréquentation annuelle entre 5 et 12 millions de voyageurs en 2019,.

#### Métro
L'Essonne est desservie par la ligne 14 du métro de Paris (commune de Paray-Vieille-Poste). 
Le Grand Paris Express devrait desservir l'Essonne par la ligne 18 qui traversera le nord du département d'Orly à Université Paris-Saclay en passant par Massy - Palaiseau, et se prolongera dans les Yvelines vers Saint-Quentin et Versailles.
Orlyval, qui relie la gare d'Antony à l'aéroport de Paris-Orly possède les caractéristiques techniques d'un métro automatique mais possède une exploitation et une tarification indépendantes du métro parisien.

#### Tramway

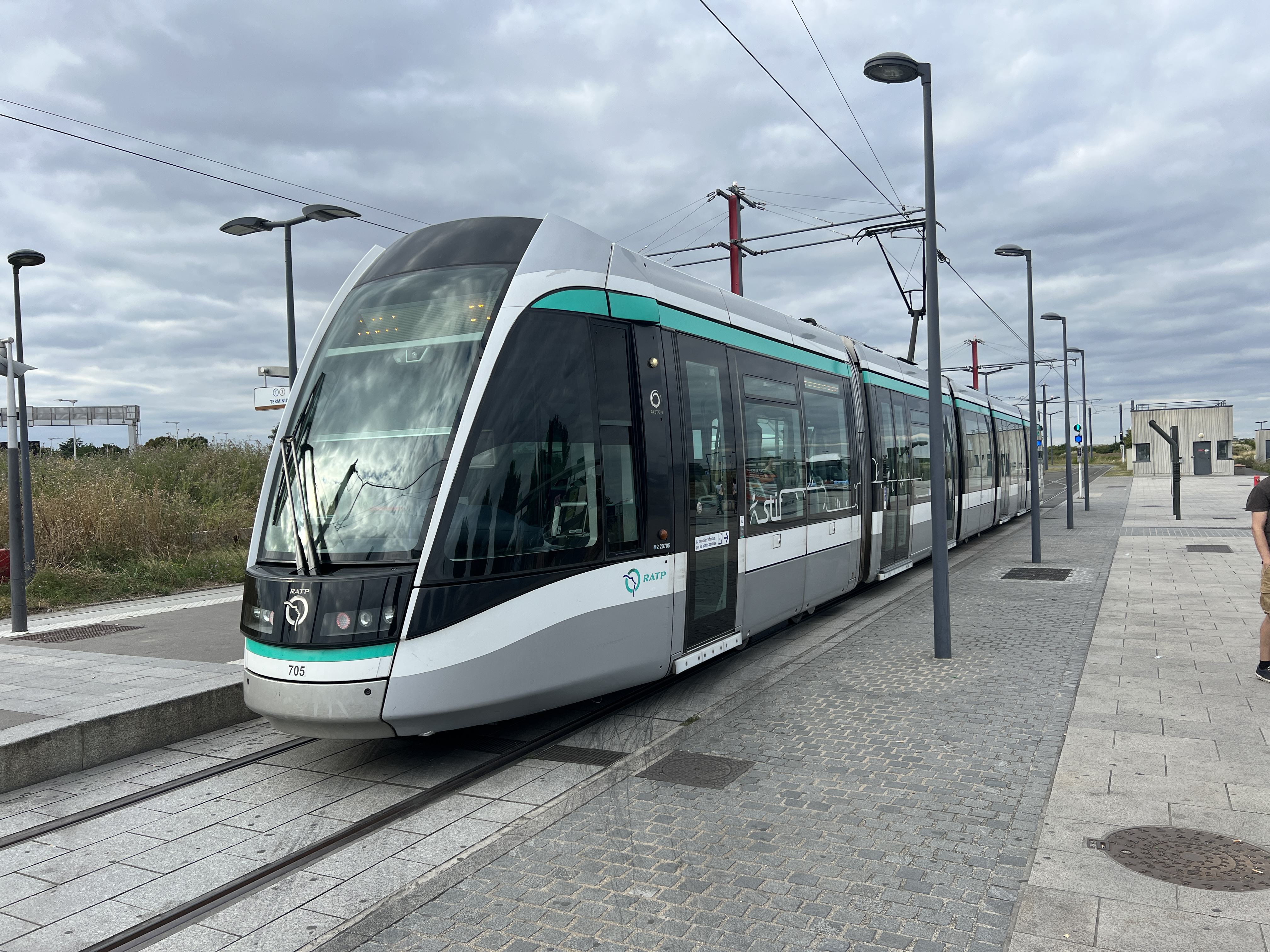
Un tramway à la station Porte de l'Essonne de la ligne 7 du tramway d'Île-de-France.

L'Essonne est desservie depuis 2013 par la ligne 7 du tramway d'Île-de-France, qui relie Athis-Mons et l'aéroport de Paris-Orly à la station Villejuif - Louis Aragon, terminus de la ligne 7 du métro parisien.
La ligne 12 (précédemment désignée comme Tram Express Sud ou Tram-Train Massy-Évry) relie depuis décembre 2023 Évry-Courcouronnes à Massy - Palaiseau, avec des correspondances avec les RER B, C et D et en desservant notamment Grigny, Épinay-sur-Seine et Chilly-Mazarin.

#### Autobus
Les réseaux d’autobus et d'autocars suivants desservent le département :
- Bièvre ;
- Cœur d'Essonne ;
- Essonne Sud Est ;
- Essonne Sud Ouest ;
- Évry Centre Essonne ;
- Île-de-France Ouest ;
- Paris-Saclay ;
- RATP ;
- Seine Grand Orly ;
- Sénart ;
- Val d'Yerres Val de Seine;
- Vélizy Vallées.

La ligne 1 du T Zen relie depuis 2011 la gare de Corbeil-Essonnes à celle de Lieusaint - Moissy, et le TCSP Massy - Saint-Quentin-en-Yvelines relie depuis 2016 ces deux villes par le plateau de Saclay. Plusieurs autres lignes de T Zen et bus à haut niveau de service sont en projet dans le département.

## Transport fluvial
La Seine est navigable à grand gabarit dans le département (classe V CEMT). Les principales implantations dans le département d'Haropa (ex-Ports de Paris) sont les ports d'Évry-Courcouronnes et de Corbeil-Essonnes.

## Transport aérien

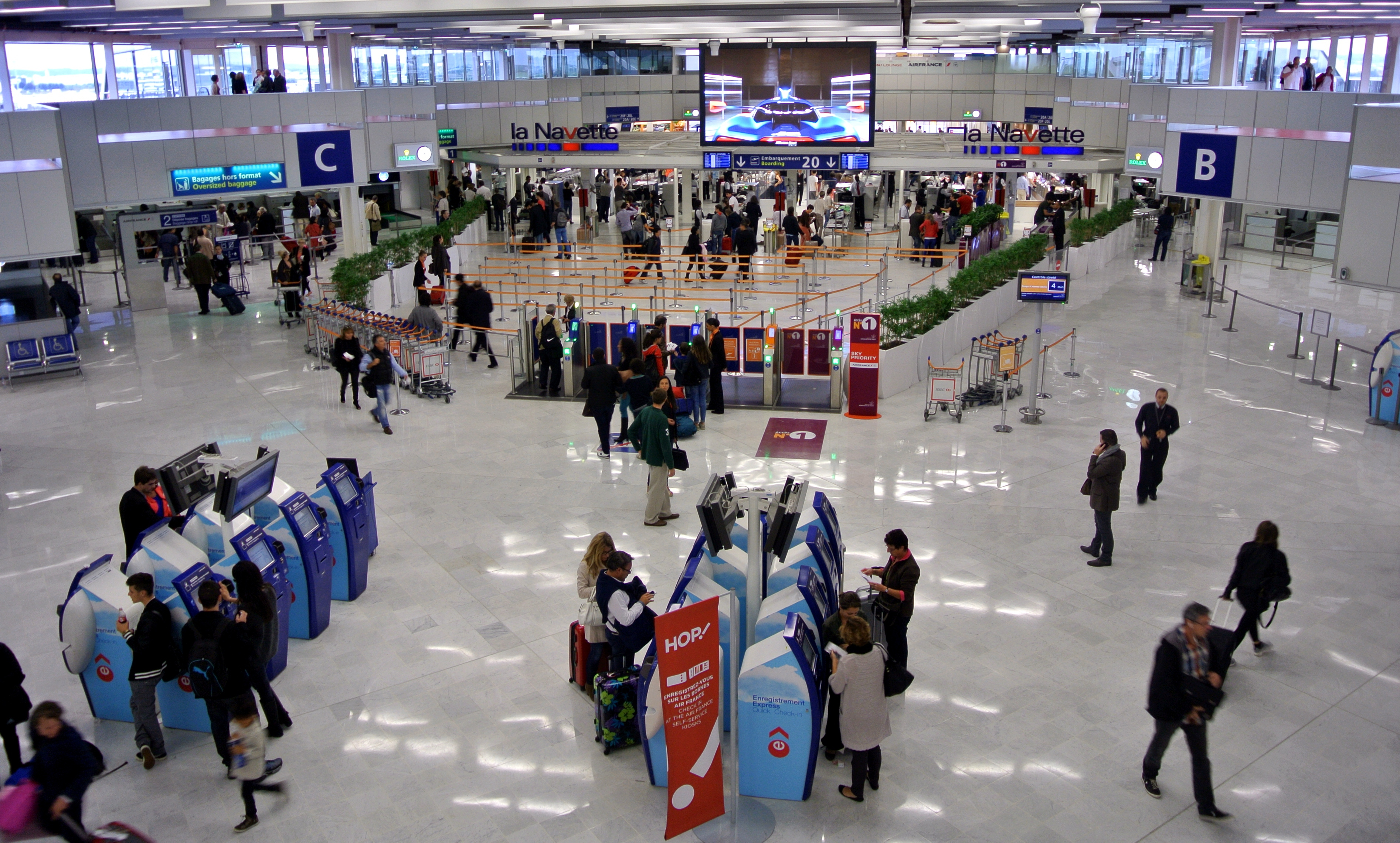
Le terminal Ouest de l'aéroport de Paris-Orly.

L'aéroport de Paris-Orly, deuxième de France par la fréquentation, est implanté à la limite des départements de l'Essonne et du Val-de-Marne. D'importantes infrastructures de transport terrestre ont été créées spécifiquement pour desservir l'aéroport : l'autoroute A106 et Orlyval. L'aéroport est également desservi par la ligne 7 du tramway d'Île-de-France et le sera, à terme, par les lignes 14 et 18 du Grand Paris Express.
Le département compte également plusieurs aérodromes : Buno-Bonnevaux, Étampes - Mondésir, La Ferté-Alais, ainsi que l'héliport d'Évry.

## Modes actifs
Le département est traversé par plusieurs voies vertes, véloroutes et sentiers de grande randonnée (GR 1, GR 2, GR 11, GR 32, GR 111 et GR 655).
L'Essonne est concernée par les lignes V1 (Le Mesnil-Aubry / Arpajon), V7 (Mantes-la-Jolie / Saint-Fargeau-Ponthierry/Melun) et V8 (Plaisir / Paris) du projet de RER Vélo, réseau de pistes cyclables de moyenne distance à travers la région Île-de-France.